# Juan Carlos Ríos Vidal
Juan Carlos Ríos Vidal, conocido como Carlos Ríos (nacido el 17 de noviembre de 1964 en Sanlúcar de Barrameda, Cádiz, España) es un entrenador español de fútbol. Actualmente no tiene equipo.

## Trayectoria
Inicios
Tras una trayectoria en equipos modestos de Andalucía, empezó a entrenar en las categorías inferiores del Atlético Sanluqueño, club que entrenó años más tarde. Después entrenó a otro club de la provincia de Cádiz, la Real Balompédica Linense; para posteriormente fichar por el Club Deportivo Alcalá de Alcalá de Guadaíra, club con el que logró el ascenso a Segunda División B. 
UD Almería B
En 2010, Carlos Ríos ascendió a la UD Almería B a la Segunda División B (aunque fue en los despachos por desaparición del Atlético Ciudad).
Recreativo de Huelva
Tras eso, firmó con el filial del Recreativo de Huelva, el Real Club Recreativo de Huelva "B".
Empezada la temporada 2010-11, en octubre de 2010, tras la destitución de Pablo Alfaro, el Decano lo nombraría como entrenador del primer equipo, formando un tándem con Juan Merino. Pero el club andaluz se vio obligado a recomponer de nuevo su organigrama técnico porque Merino no tenía titulación oficial debido a la presión del Comité Técnico Andaluz de Entrenadores de Fútbol, que exige la titulación nacional para ser primer entrenador en esta categoría, y nombró a Juan Carlos Ríos Vidal como entrenador único del Recreativo de Huelva.
Debutó en Segunda División el 22 de octubre ante el Rayo Vallecano, consiguiendo un meritorio empate y firmar con el primer equipo hasta final de temporada. Finalmente, Carlos Ríos logró con solvencia el objetivo de la permanencia y renovó con el club andaluz.
Sin embargo, el 22 de junio de 2011, Carlos Ríos rescindió unilateralmente el contrato que le vincula con el Recreativo de Huelva. Según declaraciones suyas, "No he tenido ningún problema con la dirección deportiva, pero está claro que somos la luna y el sol. cada uno vemos las cosas de distinta manera".
FC Cartagena
El 23 de diciembre de 2011, se convierte en nuevo entrenador del FC Cartagena, con el importante reto de mantener al equipo en la Liga Adelante después de un inicio de campaña muy negativo y tras el paso de dos entrenadores. Al principio mejoró los resultados de sus antecesores, pero finalmente no pudo evitar el descenso y no siguió en el club.
Xerez CD
El 20 de febrero de 2013, Carlos Ríos es contratado como nuevo técnico del Xerez Club Deportivo, último clasificado de Segunda División. No pudo revertir la mala situación que se encontró y el equipo andaluz descendió a Segunda B.
Atlético Sanluqueño
En verano de 2013, se incorporó al Atlético Sanluqueño, pero fue destituido en enero de 2014 debido a que el equipo era el colista de la categoría.

### Como entrenador
| Club                               | País   | Año       |
| ---------------------------------- | ------ | --------- |
| Club Deportivo Alcalá              | España | 2005−2007 |
| Real Balompédica Linense           | España | 2007      |
| Club Deportivo Alcalá              | España | 2008−2009 |
| Unión Deportiva Almería "B"        | España | 2009-2010 |
| Real Club Recreativo de Huelva "B" | España | 2010      |
| Recreativo de Huelva               | España | 2010−2011 |
| Fútbol Club Cartagena              | España | 2011−2012 |
| Xerez Club Deportivo               | España | 2013      |
| Atlético Sanluqueño Club de Fútbol | España | 2013-2014 |
| Unión Deportiva Los Barrios        | España | 2018      |